# John Lewis Gaddis
John Lewis Gaddis (Cotulla, 2 aprile 1941) è uno storico statunitense.

## Biografia
Membro del comitato di consulenza del Cold War International History Project, ha collaborato con la CNN per la serie di documentari Cold War, per poi insegnare storia all'Università Yale. Nel 1973 ha ricevuto il premio Bancroft per l'opera The United States and the Origins of the Cold War e nel 2012 è stato insignito del Premio Pulitzer per la biografia e autobiografia per il suo libro sulla vita dello storico e diplomatico statunitense George Frost Kennan.